# Saab

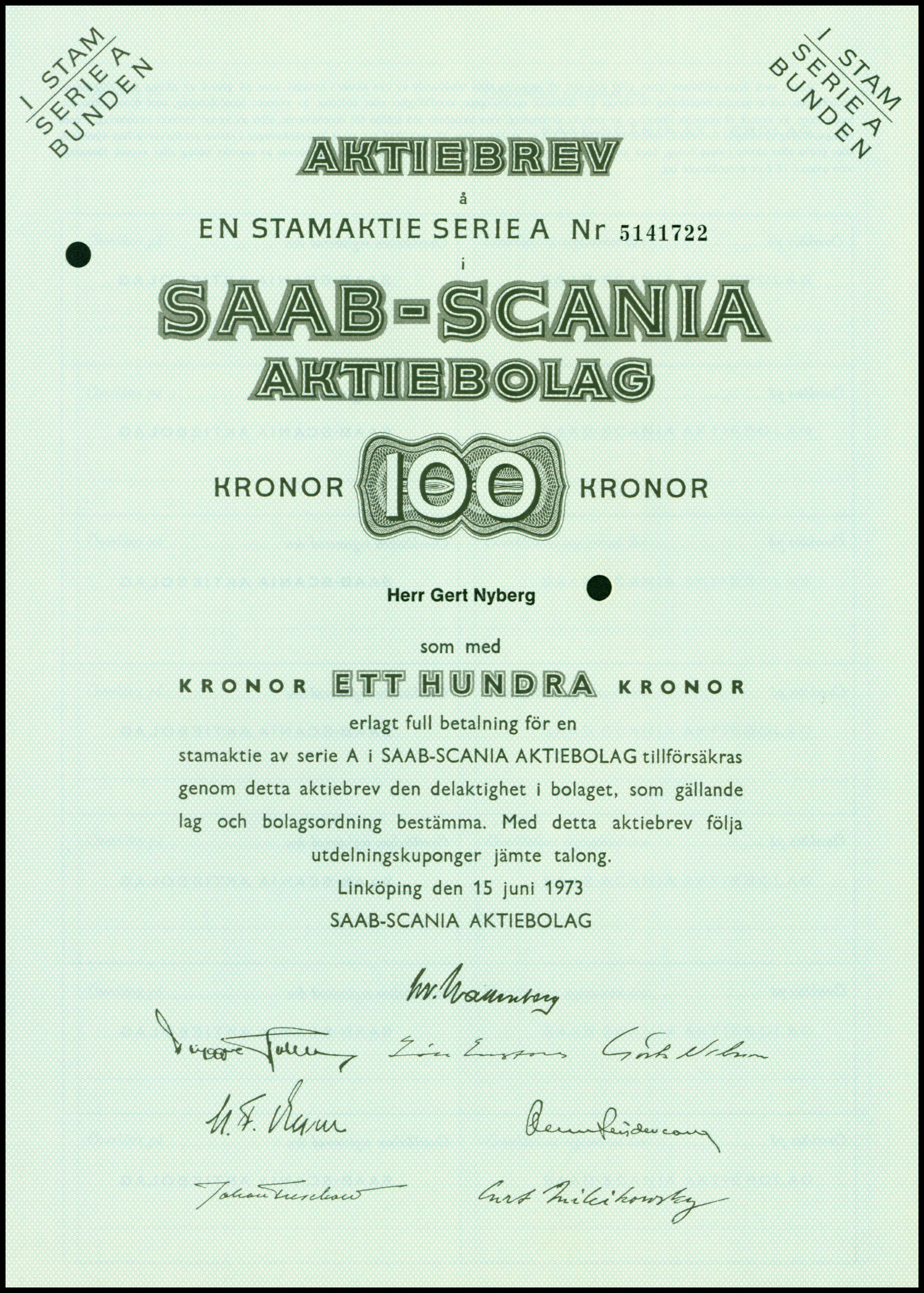
Aktie der Saab-Scania AB vom 15. Juni 1973

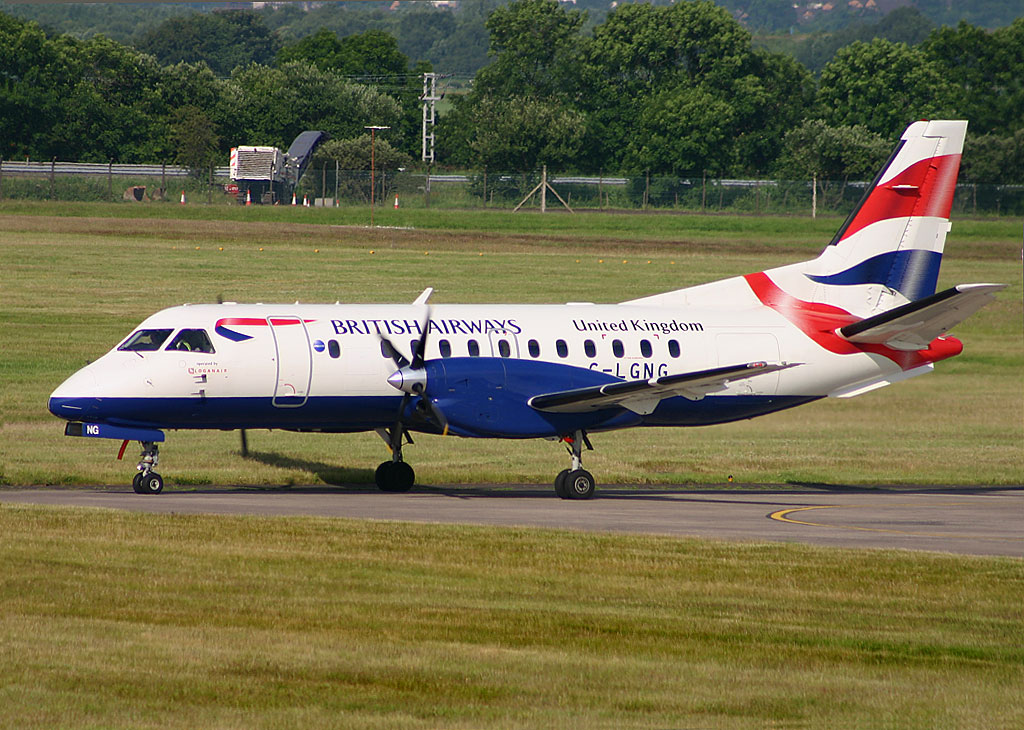
Saab 340 – zweimotoriges Turboprop-Verkehrsflugzeug

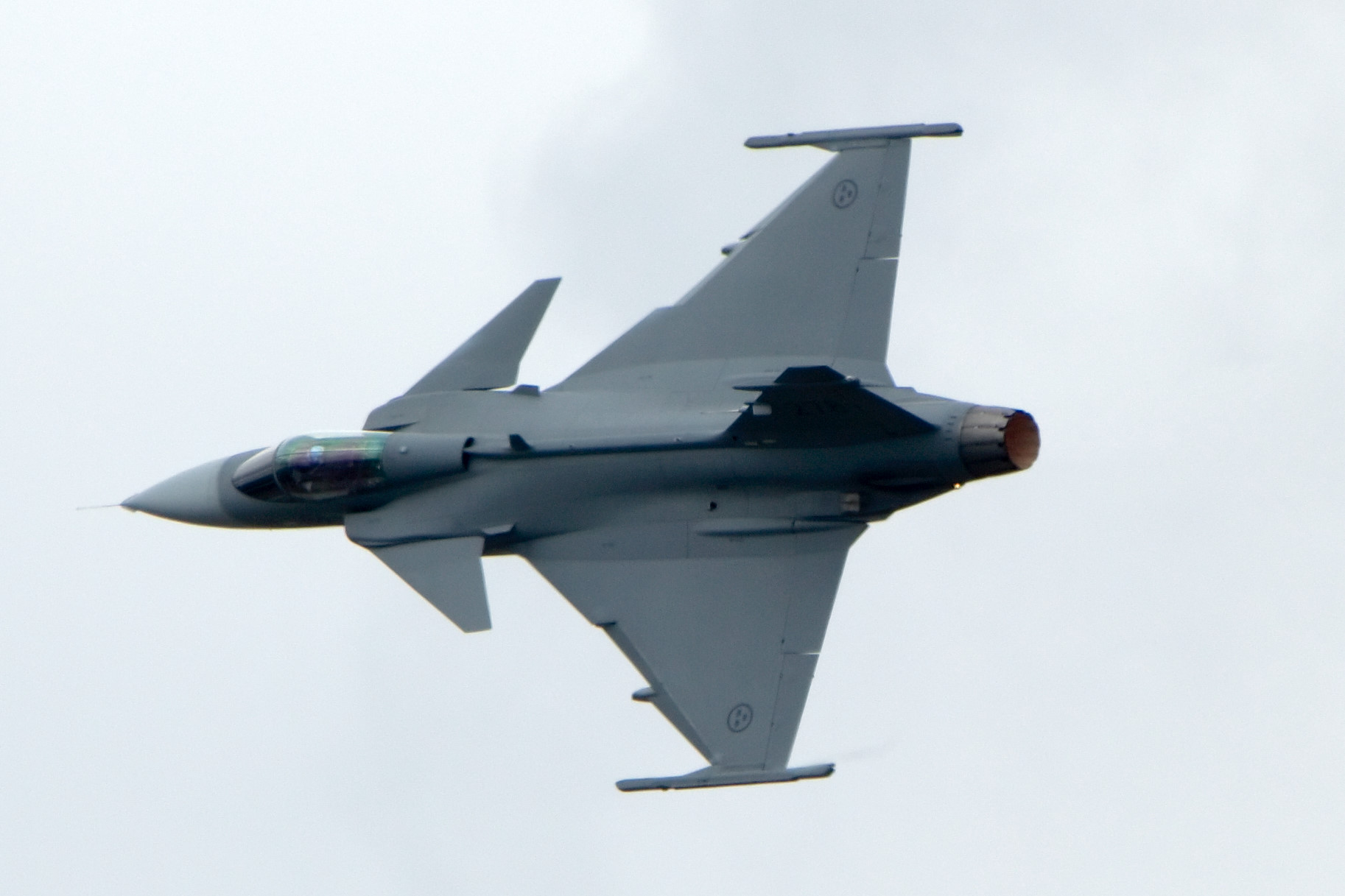
Saab JAS 39 Gripen – einstrahliges Mehrzweckkampfflugzeug

Saab AB ist ein schwedischer Flugzeugbau- und Rüstungskonzern. Das Unternehmen wurde 1937 als Svenska Aeroplan Aktiebolaget (Anhörenⓘ) gegründet, wovon später das Akronym „SAAB“ abgeleitet wurde.
Das Unternehmen unterhielt ab 1947 eine Pkw-Sparte, die ab 1990 als Saab Automobile AB firmierte und 2000 aus dem Konzern ausgegliedert wurde. 2012 ging der Automobilhersteller in Konkurs; die letzten Autos der Marke Saab wurden 2014 hergestellt. Im Jahr 1969 übernahm Saab den Lkw-Hersteller Scania und firmierte bis zu dessen Ausgliederung 1995 als Saab-Scania.

## Geschichte

SAABs Logo von 1939, das eine in Lizenz gebaute Junkers Ju 86 darstellt, das erste von SAAB hergestellte Flugzeug.

Das Unternehmen wurde 1937 zum Bau von Militärflugzeugen als Zusammenschluss der AB Svenska Järnvägsverkstäderna mit der Svenska Flygmotor AB in Linköping (Schweden) gegründet.
Im Jahr 1999 erwarb Saab eine Beteiligung an dem schwedischen Rüstungshersteller Celsius AB. Im folgenden Jahr wurden Celsius AB und deren Tochter Bofors vollständig übernommen und die Sparte für Schwere Waffen an United Defense verkauft. Die verbliebene Lenkflugkörperproduktion firmierte ab 2000 als Saab Bofors Dynamics, heute Saab Dynamics. Im Juni 2006 übernahm Saab von Ericsson sowohl die Verteidigungs-Sparte Ericsson Microwave Systems AB (EMW) als auch die Anteile am gemeinsamen Unternehmen Saab Ericsson Space AB (SES). SES firmierte nun unter dem Namen Saab Space als Geschäftseinheit von Saab. Ihr gehörte unter anderem das Unternehmen Austrian Aerospace in Österreich. Im Juli 2008 wurde Saab Space an RUAG verkauft.
Im Juli 2014 erfolgte der Kauf der schwedischen Schiffswerft Kockums mit Sitz in Malmö von ThyssenKrupp Marine Systems, einem Tochterunternehmen des Thyssen-Krupp-Konzerns. Kockums stellt vor allem militärische Schiffe und U-Boote her.

SAABs Logo von ca. 1943.

### Luftfahrzeuge
In der ersten Zeit wurden nur Lizenzprodukte hergestellt, etwa der deutsche Bomber Ju 86A oder das US-amerikanische Schulflugzeug North American NA-16 (T-6). Im Jahr 1940 begann man mit der Produktion in Trollhättan. Im selben Jahr entstand der erste eigene Entwurf von Saab, der zweisitzige Sturzkampfbomber und Aufklärer Saab 17, der bis 1948 bei der Flygvapnet eingesetzt und auch nach Äthiopien exportiert wurde. Ein weiterer Erfolg war die zweimotorige Saab 18 von 1942. Sie wurde in 242 Exemplaren produziert und von 1944 bis 1956 als Bomber, Aufklärer, Sturzkampf- und Torpedobomber eingesetzt.
Das erste Strahlflugzeug von Saab war die 1947 zum ersten Mal geflogene Saab 21R, eine Weiterentwicklung der Saab 21. Im Jahr 1955 flog erstmals einer der größten Erfolge des Unternehmens im Flugzeugbau, die einsitzige Saab 35 Draken. Von diesem mit einem unkonventionellen Doppeldelta-Tragwerk ausgestatteten Abfangjäger entstanden 606 Stück, die auch nach Finnland, Dänemark und Österreich exportiert wurden und zum Teil noch heute fliegen. Modernstes militärisches Flugzeugmuster ist die Saab JAS-39 Gripen.
Seit 2010 war Saab mit Boeing im Gespräch über eine gemeinsame Entwicklung eines einstrahligen Schulflugzeuges, im Dezember 2013 unterzeichneten die beiden einen Vertrag, wobei Boeing die Führung übernahm. Der Erstflug der Boeing T-X erfolgte am 20. Dezember 2016. Das Konsortium nahm mit ihrem Trainer am T-X-Programm der United States Air Force teil, welches die über 50-jährige Northrop T-38 der USAF mit einem neuen Trainer ablösen soll, wobei der gemeinsame Entwurf von Saab und Boeing am 27. September als Sieger der Ausschreibung bekannt gegeben wurde. Die USAF plant 351 Exemplare des nun Boeing/Saab eT-7A Red Hawk genannten Flugzeugs anzuschaffen, wobei 2018 für das Programm ein Volumen von 9,2 Mrd. Dollar angegeben wurde. Die Initial Operating Capability soll 2024[veraltet] erreicht werden.
Anfang Dezember 2011 entschied sich die Schweiz zum Kauf von 22 Kampfjets vom Typ „Saab JAS-39 Gripen“. Die von der Leistung her schwächere „Gripen“ setzte sich gegen die Rafale und den Eurofighter durch. Die niedrigeren Kosten waren der Hauptgrund für die Entscheidung, dennoch wurden nur 22 statt ursprünglich 33 neue Flugzeuge bestellt. Der Kaufpreis liegt bei etwa 3,1 Milliarden Franken. Die Angebote der Konkurrenten lagen etwa um 1 Milliarde Franken höher. Allerdings wurde der Kauf im Rahmen eines Volksentscheides wieder zurückgenommen.

### Kraftfahrzeuge

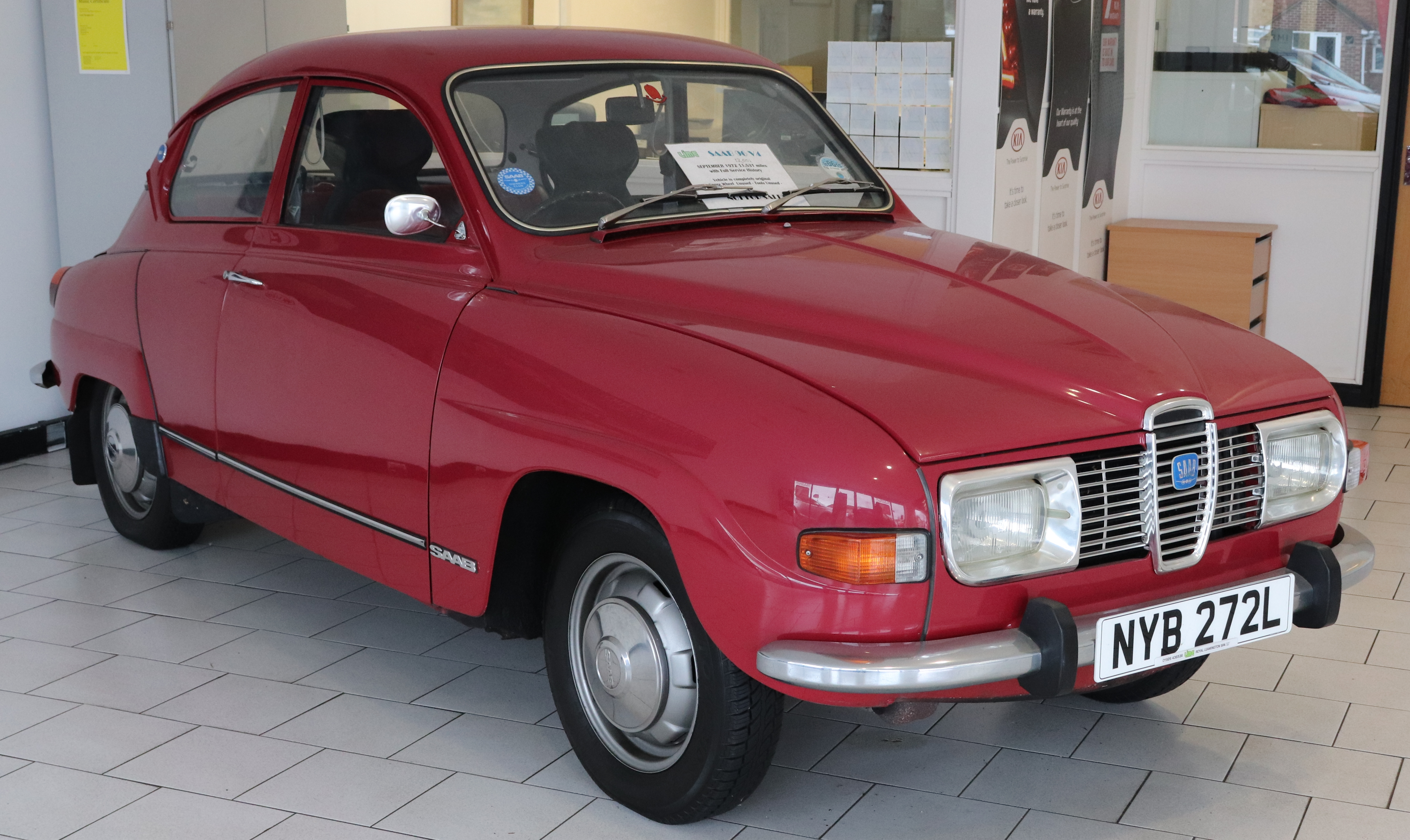
Ein Saab 96 (1960–1980)

Der erste von Saab hergestellte Personenkraftwagen war der Prototyp Saab 92001 („Ursaab“), der am 10. Juni 1947 fertiggestellt wurde. Ab 1949 produzierte Saab den daraus entwickelten Saab 92 in Serie. Zusätzlich gründete Saab 1968 mit dem finnischen Konzern Valmet in Finnland das Joint-Venture Saab-Valmet zur Produktion von Automobilen auch in Finnland. Im Jahr 1969 übernahm Saab den Lastkraftwagen-Hersteller Scania und firmierte danach als Saab-Scania.
Nach Verlusten der Automobilsparte im Jahr 1989 und gescheiterten Kooperationsplänen mit Ford ging Saab-Scania im Dezember 1989 eine Partnerschaft mit dem US-Konzern General Motors ein. Infolgedessen wurde im März 1990 aus dem Fahrzeugsektor der Saab-Scania AB das Joint-Venture Saab Automobile AB gegründet. Die Unternehmensanteile lagen zu je 50 % bei GM und Saab. Im Jahr 1992 verkaufte Saab seine Anteile an Saab-Valmet. Im Jahr 1995 erfolgte die Wiederausgliederung der Scania AB und die Umfirmierung der Saab-Scania in Saab AB. Im Januar 2000 verkaufte die Saab AB die restlichen Anteile der Saab Automobile AB an General Motors. Saab AB hatte sich damit vollständig von der Fahrzeugproduktion getrennt.
Unter GM gelang es nicht, Saab Automobile wirtschaftlich zu führen; weiterhin musste Saab zahlreiche Entwicklungsarbeiten für den amerikanischen Konzern leisten. GM veräußerte Saab an den Kleinserienhersteller Spyker, der nicht die nötigen Mittel aufbringen konnte, das Unternehmen zu sanieren. Als dieser sich zurückzog, verweigerte GM neuen Interessenten für Saab Automobile wichtige Lizenzen für bisherige Produkte, darunter den beiden chinesischen Partnerfirmen Pang Da und Youngman. Am 19. Dezember 2011 gab die Firmenleitung die Einreichung eines Insolvenzantrags bekannt, nachdem alle Verhandlungen mit potenziellen Käufern gescheitert waren. General Motors blockierte den Verkauf an die beiden chinesischen Unternehmen, um seine Technik nicht an chinesische Investoren abtreten zu müssen.
Die Saab Automobile AB wurde 2012 aufgelöst und die Konkursmasse durch das neu gegründete Unternehmen NEVS aufgekauft. NEVS produzierte kurzzeitig den Saab 9-3 wieder, verlor im Zuge eines Gläubigerschutzverfahrens 2014 jedoch die Rechte an der Nutzung der Marke Saab und plant nun, unter eigenem Namen Elektroautos auf Basis des 9-3 zu produzieren.

## Konzernstruktur
Die Aktien werden mehrheitlich von institutionellen Anlegern gehalten, zweitgrößter Anteilseigner ist die Investor AB. Saab stellt sowohl zivile als auch militärische Flugzeugtypen her. Größter Abnehmer der Kampfflugzeuge sind die schwedischen Luftstreitkräfte. Saab ist auch Lieferant für andere Luftfahrzeughersteller wie Airbus (z. B. Teile der Rumpf- und Flügelstruktur) oder NHI (Rumpfteile).

### Geschäftsbereiche
- Aeronautics
- Dynamics
- Surveillance
- Support and Services
- Industrial Products and Services
- Kockums